# Jean-René Dufort
Jean-René Dufort, né le 5 octobre 1967 à Saint-Antoine au Québec, est un animateur de radio et de télévision canadienne francaise. Il est surtout connu comme animateur de l'émission d'information humoristique Infoman, diffusée à la Télévision de Radio-Canada.

## Biographie

### Débuts
Jean-René Dufort grandit à Saint-Jérôme. Il est diplômé en biochimie (cohorte de 1990) de l'Université de Sherbrooke et il commence  d'abord à travailler comme chef d'un laboratoire d'analyse environnementale, puis par la suite dans une entreprise de produits pharmaceutiques. Il se passionne rapidement pour les communications, et commence sa carrière en rédigeant plusieurs articles à caractère scientifique, notamment pour l'Agence Science-Presse, pour Québec Science et pour Les Petits Débrouillards,. Il se fera particulièrement remarquer avec un article paru dans le magazine Protégez-vous, soit une enquête sur les lignes téléphoniques payantes offrant des prévisions astrologiques et des prédictions de prétendus voyants, alors qu'il se fait lui-même engager comme « voyant » par une de ces compagnies. Le reportage « Comment devenir un parfait petit médium » parait en octobre 1996 visant entre autres la ligne Jojo-Medium. Pour le magazine Protégez-Vous, il a pris de très fortes surdoses non recommandées de produits homéopathiques afin de démontrer leur inefficacité.

### Télévision
En 1997, Dufort est reporter vedette à l'émission La fin du monde est à sept heures, une parodie quotidienne de journal télévisé, diffusée sur TQS. Il y décrit l'actualité de façon humoristique aux côtés de Marc Labrèche, qui anime cette émission. Celle-ci connaît un énorme succès pendant trois saisons.
Après avoir brièvement tenu la barre d'une émission de documentaires humoristiques, 2000 ans de bogues, sur les ondes de TQS en 1999, il se joint en septembre 2000 à l'équipe de Radio-Canada pour couvrir les Jeux olympiques de Sydney. Il répète l'expérience en 2004 à Athènes, en 2008 à Pékin, en 2014 à Sotchi, en 2018 à Pyeongchang et en 2024 à Paris.
Durant les étés 2005 et 2006, Dufort coanime avec Chantal Lamarre, Marie-Soleil Michon et Pierre Brassard En attendant Ben Laden à la Télévision de Radio-Canada, une émission d'été couvrant l'actualité de manière humoristique et se proposant comme objectif fictif final de couvrir l'arrestation d'Oussama ben Laden. L'émission essuie plusieurs critiques dès le départ, mais réussira quand même à gagner son auditoire.
Depuis 2000, Jean-René Dufort anime et réalise Infoman, une émission de sarcasme politique ayant obtenu plus de 30 prix Gémeaux et sept prix Olivier. La Revue de fin d’année d’Infoman diffusée le 31 décembre à Radio-Canada amuse plus de 2,5 millions de téléspectateurs annuellement et est ainsi devenu une tradition. Infoman est toujours diffusé en 2023 pour une 24e saison.
Depuis 2018, il coanime, avec la journaliste scientifique Marie-Pier Élie, l'émission scientifique Le gros laboratoire, une émission inspirée du concept hollandais Het Instituut (nl).

### Radio
Jean-René Dufort a été pendant huit années le coanimateur de l'émission matinale de CKOI-FM, Yé trop d'bonne heure, aux côtés de Normand Brathwaite. Dufort est demeuré le morning-man de CKOI-FM jusqu'en 2007 ou il animait l'émission Du jus et Dufort.
En 2009 et 2010, il a aussi collaboré quotidiennement à l'émission du matin à la station CHIK-FM (NRJ) à Québec. Il fut collaborateur à l'émission de René Homier-Roy C'est bien meilleur le matin sur Radio-Canada à Montréal. Il est actuellement chroniqueur le vendredi matin à l'émission C'est pas trop tôt !, aussi à Radio-Canada à Montréal.
Pour la saison estivale 2017 sur ICI Radio-Canada Première, il anime l'émission Bienvenue en 2067 présentée les samedis à 17 h, une émission scientifique futuriste qui explore avec humour ce que nous réserve la vie dans 50 ans.
Il est périodiquement invité d'honneur à l'émission humoristique La soirée est (encore) jeune.

### Science, architecture et photographie
Diplômé en Biochimie et amateur de sciences, Jean-René Dufort a travaillé comme chef de laboratoire en environnement pendant plusieurs années avant de bifurquer vers les communications. Il a aussi été porte-parole du Centre des sciences de Montréal. Passionné d’architecture, il a aussi été membre du jury des Prix d’excellence en architecture du Québec en 2015. En 2017, il fut nommé membre honoraire de l'Association des architectes en pratique privée du Québec (AAPPQ).
Il a aussi publié en 2015 et en 2016 aux Éditions La Presse deux livres de photographie, c'est-à-dire On est tous quelque part suivi de Mon œil.

### Plainte pour harcèlement psychologique
Le 30 mai 2006, une plainte pour harcèlement psychologique a été déposée contre Jean-René Dufort par sa collègue à l’émission Yé trop d'bonne heure, Roxane St-Gelais. Normand Brathwaite a aussi dénoncé son comportement publiquement.
L’ex-juge en chef du Québec Claude Bisson a alors été engagé par Corus, les propriétaires de CKOI, pour étudier la plainte. À la suite d'une enquête de sept mois, le 27 février 2007, il a finalement jugé que la plainte était non fondée.

### Maladie grave
En 2011, Jean-René Dufort a été atteint d'une grave pneumonie, si grave qu'il a frôlé la mort. Il est resté aux soins intensifs pour une durée d'un mois. Plus d'une douzaine d'années plus tard, il est revenu sur cette période terrifiante, en entrevue avec Marie-Soleil Michon à l'émission Pour une fois, à Télé-Québec.

## Journalisme
À ses débuts, Jean-René Dufort était journaliste pigiste pour Protégez-vous et membre de la Fédération professionnelle des journalistes du Québec (FPJQ). Toutefois, lors de son travail pour l'émission La fin du monde est à 7 heures, Jean-René Dufort a été la cible de la FPJQ. Elle prétend qu'il est plus un fantaisiste qu'un journaliste, même s'il a déterré plusieurs scoops mémorables. La FPJQ refusera en 1999 de renouveler sa carte de presse, s'appuyant sur la définition que se donne l'animateur et producteur d'Infoman : une émission d'humour et non d'information. Depuis, la carte de presse de la FPJQ lui a été accordée ponctuellement lors de certains reportages effectués à l'étranger. Au printemps 2022, à la suite d'une nouvelle demande pour devenir membre, la FPJQ a accepté son adhésion et celle de son caméraman attitré à l'émission Infoman. Fait cocasse, Jean-René Dufort a animé régulièrement dans les dernières années le Gala annuel de la FPJQ et la cérémonie de remise des Prix Judith-Jasmin en excellence journalistique.
L'émission Infoman et Jean-René Dufort sont respectés par la communauté journalistique ainsi que politique pour la rigueur des faits présentés. Les députés de l'Assemblée nationale du Québec et de la Chambre des communes, ont déjà cité Infoman lors de sessions parlementaires sans compter lors de communiqués de presse pour faire référence à des reportages structurés dénonçant des réalités. Deux exemples : Réussir à voter deux fois lors d'une élection fédérale et le délabrement des écoles québécoises.
Notons que les premiers ministres du Québec et du Canada ont participé volontairement au fil des années à l'émission Infoman et à sa Revue de fin d'année.